# Stade d’Angondjé
Stade d'Angondjé (Stade de l’Amitié Sino-Gabonaise) – wielofunkcyjny stadion w Libreville, stolicy Gabonu. Obiekt może pomieścić 40 000 widzów. Budowę stadionu rozpoczęto w kwietniu 2010 roku, a ukończono ją w lutym 2012 roku, choć oddanie go do użytku nastąpiło już w listopadzie 2011 roku – 10 listopada zainaugurowano obiekt meczem towarzyskim reprezentacji Gabonu z Brazylią (0:2), ale oficjalna ceremonia otwarcia miała miejsce 28 listopada. Obiekt był jedną z aren Pucharu Narodów Afryki w 2012 roku. Rozegrano na nim sześć spotkań fazy grupowej, jeden ćwierćfinał, półfinał i finał turnieju.